# Pools Nationaal Radio-Symfonieorkest

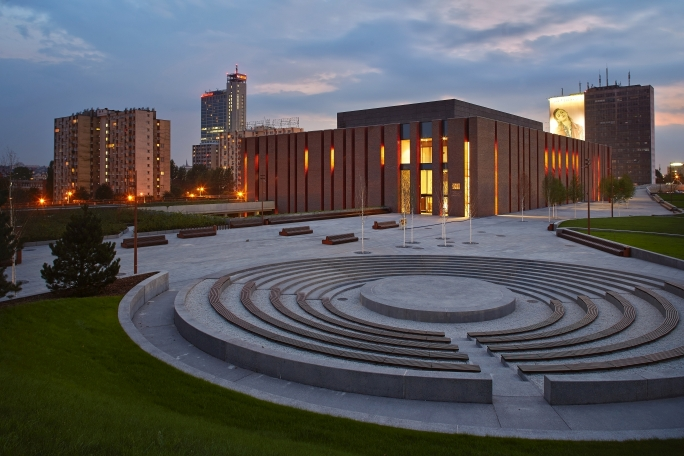

Het Pools Nationaal Radio-Symfonieorkest (Narodowa Orkiestra Symfoniczna Polskiego Radia, NOSPR) is een symfonieorkest uit de Poolse stad Katowice.

## Geschiedenis
Het Pools Nationaal Radio-Symfonieorkest is een culturele ambassadeur van Polen in vele buitenlandse muziekfestivals.
Het orkest heeft met de beroemdste hedendaagse Poolse componisten gewerkt en al hun composities vele malen in binnen- en buitenland uitgevoerd. Het orkest verzorgde ook vele premières van Poolse hedendaagse muziek. Hieronder zijn Witold Lutosławski, Krzysztof Penderecki, Henryk Górecki en Wojciech Kilar.
In 1935 door de dirigent en componist Grzegorz Fitelberg in Warschau opgericht, verdween het orkest – ook doordat meer dan 50% van de leden Jood waren – in 1939. In 1945 pakte de dirigent en componist Witold Rowicki de draad weer op, nu in Katowice. Van 1947 tot 1953 was Fitelberg artistiek directeur van het orkest.
Sindsdien hebben de volgende dirigenten de leiding over dit orkest gehad:
- Jan Krenz van 1953 tot 1968;
- Kazimierz Kord van 1969 tot 1983;
- Antoni Wit van 1983 tot 2000;
- Gabriel Chmura van 2001 tot 2007;
- Jacek Kaspszyk van 2009 tot 2012;
- Alexander Liebreich, van 2012 tot 2019;
- Lawrence Foster, vanaf 2019

Jan Krenz is eerste gastdirigent en de dirigent/componist Stanisław Skrowaczewski is eregastdirigent.
Op oude opnamen wordt nog weleens een oude naam van het orkest gebruikt: Pools Nationaal Radio en Televisie Symfonieorkest uit Katowice ofwel Wielka Orkiestra Symfoniczna Polskiego Radio i Telewizji w Katowicach.